# Paleta dos quatro cachorros
A Paleta dos quatro cachorros é uma paleta cosmética em grauvaque do Antigo Egito, esculpida em baixo relevo, datada de Nacada III (3200–3000 a.C.). No obverso há uma cena com quatro cães, um leão e um íbis ou flamingo, enquanto no reverso há duas girafas emoldurando uma palmeira. Está abrigada no Louvre. Mede 32 centímetros de altura, 17,70 de largura e 1,80 de profundidade.